# Вестерхольт, Роберт
Ро́берт Ве́стерхольт (нидерл. Robert Westerholt, род. 2 января 1975, Ваддинксвен) — основатель и гитарист нидерландской симфоник-метал-группы Within Temptation. Брат Мартейн Вестерхольта, основателя и клавишника группы Delain.

## Личная жизнь
Роберт и Шарон ден Адель (вокалистка Within Temptation) живут в североголландском городе Хильверсюме. У них трое детей: дочь,  Эва Луна Вестерхольт (род. 7 декабря 2005 года), сыновья Робин Айден Вестерхольт (род. 1 июня 2009 года, родившийся на пять с лишним недель раньше положенного срока) и  Логан Арвин Вестерхольт (род. 30 марта 2011 года).
Жизнь вне музыки: 5 дней в неделю Роберт работает управляющим персоналом в одной маленькой, но растущей компании, специализирующейся на кредитовании.

## Интересы
Роберт Вестерхольт увлекается чтением фэнтези.
Его любимая музыка:
- Tori Amos: «музыка и эмоции на самом высоком уровне».
- Paradise Lost: «наравне с Gothica они убедили меня в силе мелодичного дум-метала, я всё еще люблю их альбомы».
- Rhapsody: «прекрасные оркестровые обработки и хеви-метал, путь по вершине, я действительно наслаждаюсь их музыкальными приключениями».
- Iron Maiden: «крёстные отцы хеви-метала, разве есть такие, кто не имеет их альбома? Ну и ещё много разных групп (мне понадобилась бы как минимум ещё одна страница…)».

Любимые фильмы: «Люди Икс», «Матрица».